# Seznam vítězek turnajů International
Seznam vítězek turnajů WTA International představuje chronologický přehled finálových zápasů ve dvouhře a čtyřhře ženských tenisových profesionálních turnajů kategorie WTA International, která existovala v sezónách 2009–2020. V roce 2021 byla nahrazena kategorií WTA 250.

## Přehled finále

### 2009
| WTA International 2009      | WTA International 2009                               | WTA International 2009 |
| vítězka dvouhry             | vítězky čtyřhry                                      | turnaj                 |
| --------------------------- | ---------------------------------------------------- | ---------------------- |
| Viktoria Azarenková         | Anna-Lena Grönefeldová / Vania Kingová               | Brisbane               |
| Jelena Dementěvová          | Nathalie Dechyová / Mara Santangelová                | Auckland               |
| Petra Kvitová               | Gisela Dulková / Flavia Pennettaová                  | Hobart                 |
| Věra Zvonarevová            | Jaroslava Švedovová / Tamarine Tanasugarnová         | Pattaya                |
| Viktoria Azarenková         | Viktoria Azarenková / Caroline Wozniacká             | Memphis                |
| María José Martínez Sánchez | Nuria Llagostera Vives / María José Martínez Sánchez | Bogotá                 |
| Venus Williamsová           | Nuria Llagostera Vives / María José Martínez Sánchez | Acapulco               |
| Caroline Wozniacká          | Čuang Ťia-žung / Sania Mirzaová                      | Ponte Vedra Beach      |
| Marion Bartoliová           | Nathalie Dechyová / Mara Santangelová                | Monterrey              |
| Jelena Jankovićová          | Klaudia Jansová / Alicja Rosolská                    | Marbella               |
| Anabel Medina Garrigues     | Alisa Klejbanovová / Jekatěrina Makarovová           | Fás                    |
| Roberta Vinciová            | Nuria Llagostera Vives / María José Martínez Sánchez | Barcelona              |
| Yanina Wickmayerová         | Raquel Kops-Jonesová / Abigail Spearsová             | Estoril                |
| Aravane Rezaïová            | Nathalie Dechyová / Mara Santangelová                | Štrasburk              |
| Magdaléna Rybáriková        | Cara Blacková / Lisa Raymondová                      | Birmingham             |
| Tamarine Tanasugarnová      | Sara Erraniová / Flavia Pennettaová                  | 's-Hertogenbosch       |
| Ágnes Szávayová             | Alisa Klejbanovová / Monica Niculescuová             | Budapešť               |
| María José Martínez Sánchez | Gisela Dulková / Flavia Pennettaová                  | Båstad                 |
| Flavia Pennettaová          | Nuria Llagostera Vives / María José Martínez Sánchez | Palermo                |
| Sybille Bammerová           | Aljona Bondarenková / Kateryna Bondarenková          | Praha                  |
| Dinara Safinová             | Julia Görgesová / Vladimíra Uhlířová                 | Portorož               |
| Andrea Petkovicová          | Lucie Hradecká / Andrea Hlaváčková                   | Bad Gastein            |
| Věra Duševinová             | Lucie Hradecká / Renata Voráčová                     | Istanbul               |
| Šachar Pe'erová             | Olga Govorcovová / Taťána Pučeková                   | Taškent                |
| Melinda Czinková            | Vania Kingová / Barbora Záhlavová-Strýcová           | Quebec                 |
| Kimiko Date Krummová        | Čan Jung-žan / Abigail Spearsová                     | Soul                   |
| Šachar Pe'erová             | Olga Govorcovová / Taťána Pučeková                   | Kanton                 |
| Timea Bacsinszká            | Iveta Benešová / Barbora Záhlavová-Strýcová          | Lucemburk              |
| Yanina Wickmayerová         | Anna-Lena Grönefeldová / Katarina Srebotniková       | Linec                  |
| Samantha Stosurová          | Čuang Ťia-žung / Lisa Raymondová                     | Ósaka                  |
| Aravane Rezaïová            | čtyřhra nehrána                                      | Bali                   |

### 2010
| WTA International 2010     | WTA International 2010                         | WTA International 2010 |
| vítězka dvouhry            | vítězky čtyřhry                                | turnaj                 |
| -------------------------- | ---------------------------------------------- | ---------------------- |
| Kim Clijstersová           | Andrea Hlaváčková / Lucie Hradecká             | Brisbane               |
| Yanina Wickmayerová        | Cara Blacková / Liezel Huberová                | Auckland               |
| Aljona Bondarenková        | Čuang Ťia-žung / Květa Peschkeová              | Hobart                 |
| Věra Zvonarevová           | Marina Erakovićová / Tamarine Tanasugarnová    | Pattaya                |
| Maria Šarapovová           | Vania Kingová / Michaëlla Krajiceková          | Memphis                |
| Mariana Duqueová Mariñová  | Gisela Dulková / Edina Gallovitsová            | Bogotá                 |
| Venus Williamsová          | Polona Hercogová Barbora Záhlavová-Strýcová    | Acapulco               |
| Caroline Wozniacká         | Bethanie Matteková-Sandsová / Jen C’           | Ponte Vedra Beach      |
| Anastasija Pavljučenkovová | Iveta Benešová / Barbora Záhlavová-Strýcová    | Monterrey              |
| Alisa Klejbanovová         | Čang Jung-žan / Čeng Ťie                       | Kuala Lumpur           |
| Flavia Pennettaová         | Sara Erraniová / Roberta Vinciová              | Marbella               |
| Iveta Benešová             | Iveta Benešová / Anabel Medina Garriguesová    | Fás                    |
| Francesca Schiavoneová     | Sara Erraniová / Roberta Vinciová              | Barcelona              |
| Anastasija Sevastovová     | Sorana Cîrsteaová / Anabel Medina Garriguesová | Estoril                |
| Maria Šarapovová           | Alizé Cornetová / Vania Kingová                | Štrasburk              |
| Li Na                      | Cara Blacková / Lisa Raymondová                | Birmingham             |
| Justine Heninová           | Alla Kudrjavcevová / Anastasia Rodionovová     | 's-Hertogenbosch       |
| Ágnes Szávayová            | Timea Bacsinszká / Tathiana Garbinová          | Budapešť               |
| Aravane Rezaïová           | Gisela Dulková / Flavia Pennettaová            | Båstad                 |
| Kaia Kanepiová             | Alberta Briantiová / Sara Erraniová            | Palermo                |
| Ágnes Szávayová            | Timea Bacsinszká / Tathiana Garbinová          | Praha                  |
| Anna Čakvetadzeová         | Marija Kondratěvová / Vladimíra Uhlířová       | Portorož               |
| Julia Görgesová            | Lucie Hradecká / Anabel Medinaová Garriguesová | Bad Gastein            |
| Anastasia Pavljučenkovová  | Eleni Daniilidou / Jasmin Wöhrová              | Istanbul               |
| Caroline Wozniacká         | Julia Görgesová / Anna-Lena Grönefeldová       | Kodaň                  |
| Alla Kudrjavcevová         | Alexandra Panovová / Taťána Pučeková           | Taškent                |
| Tamira Paszeková           | Sofia Arvidssonová / Johanna Larssonová        | Quebec                 |
| Alisa Klejbanovová         | Julia Görgesová / Polona Hercogová             | Soul                   |
| Jarmila Grothová           | Edina Gallovitsová / Sania Mirzaová            | Kanton                 |
| Roberta Vinciová           | Timea Bacsinszká / Tathiana Garbinová          | Lucemburk              |
| Ana Ivanovićová            | Renata Voráčová / Barbora Záhlavová-Strýcová   | Linec                  |
| Tamarine Tanasugarnová     | Kchaj-čchen Čchangová / Lilia Osterlohová      | Ósaka                  |
| Ana Ivanovićová            | čtyřhra nehrána                                | Bali                   |

### 2011
| WTA International 2011        | WTA International 2011                             | WTA International 2011 |
| vítězka dvouhry               | vítězky čtyřhry                                    | turnaj                 |
| ----------------------------- | -------------------------------------------------- | ---------------------- |
| Petra Kvitová                 | Alisa Klejbanovová / Anastasija Pavljučenkovová    | Brisbane               |
| Gréta Arnová                  | Květa Peschkeová / Katarina Srebotniková           | Auckland               |
| Jarmila Gajdošová             | Sara Erraniová / Roberta Vinciová                  | Hobart                 |
| Daniela Hantuchová            | Sara Erraniová / Roberta Vinciová                  | Pattaya                |
| Magdaléna Rybáriková          | Olga Govorcovová / Alla Kudrjavcevová              | Memphis                |
| Lourdes Domínguezová Linová   | Edina Gallovits-Hall / Anabel Medina Garrigues     | Bogotá                 |
| Gisela Dulková                | Maria Korytcevová / Ioana Raluca Olaruová          | Acapulco               |
| Anastasija Pavljučenkovová    | Iveta Benešová / Barbora Záhlavová-Strýcová        | Monterrey              |
| Jelena Dokićová               | Dinara Safinová / Galina Voskobojevová             | Kuala Lumpur           |
| Viktoria Azarenková           | Nuria Llagostera Vives / Arantxa Parra Santonja    | Marbella               |
| Alberta Briantiová            | Andrea Hlaváčková / Renata Voráčová                | Fás                    |
| Roberta Vinciová              | Iveta Benešová / Barbora Záhlavová-Strýcová        | Barcelona              |
| Anabel Medinaová Garriguesová | Alisa Klejbanovová / Galina Voskobojevová          | Estoril                |
| Andrea Petkovicová            | Akgul Amanmuradovová / Čuang Ťia-žung              | Štrasburk              |
| Caroline Wozniacká            | Johanna Larssonová / Jasmin Wöhrová                | Kodaň                  |
| Sabine Lisická                | Olga Govorcovová / Alla Kudrjavcevová              | Birmingham             |
| Roberta Vinciová              | Barbora Záhlavová-Strýcová / Klára Zakopalová      | 's-Hertogenbosch       |
| Roberta Vinciová              | Anabel Medinaová Garriguesová / Alicja Rosolská    | Budapešť               |
| Polona Hercogová              | Lourdes Domínguez Lino / María J. Martínez Sánchez | Båstad                 |
| Anabel Medinaová Garriguesová | Sara Erraniová / Roberta Vinciová                  | Palermo                |
| María J. Martínez Sánchezová  | Eva Birnerová / Lucie Hradecká                     | Bad Gastein            |
| Věra Zvonarevová              | Maria Korytcevová / Taťána Pučeková                | Baku                   |
| Naděžda Petrovová             | Sania Mirzaová / Jaroslava Švedovová               | Washington, D.C.       |
| Sabine Lisická                | Alberta Briantiová / Sorana Cîrsteaová             | Dallas                 |
| Xenija Pervaková              | Eleni Daniilidou / Vitalija Ďjačenková             | Taškent                |
| Barbora Záhlavová-Strýcová    | Raquel Kopsová-Jonesová / Abigail Spearsová        | Quebec                 |
| María J. Martínez Sánchezová  | Natalie Grandinová / Vladimíra Uhlířová            | Soul                   |
| Chanelle Scheepersová         | Sie Šu-wej / Čeng Saj-saj                          | Kanton                 |
| Viktoria Azarenková           | Iveta Benešová / Barbora Záhlavová-Strýcová        | Lucemburk              |
| Petra Kvitová                 | Marina Erakovicová / Jelena Vesninová              | Linec                  |
| Marion Bartoliová             | Kimiko Dateová / Čang Šuaj                         | Ósaka                  |
| Ana Ivanovićová               | čtyřhra nehrána                                    | Bali                   |

### 2012
| WTA International 2012 | WTA International 2012                         | WTA International 2012 |
| vítězka dvouhry        | vítězky čtyřhry                                | turnaj                 |
| ---------------------- | ---------------------------------------------- | ---------------------- |
| Čeng Ťie               | Andrea Hlaváčková / Lucie Hradecká             | Auckland               |
| Mona Barthelová        | Irina-Camelia Beguová / Monica Niculescuová    | Hobart                 |
| Daniela Hantuchová     | Sania Mirzaová / Anastasia Rodionovová         | Pattaya City           |
| Lara Arruabarrenová    | Eva Birnerová / Alexandra Panovová             | Bogotá                 |
| Sofia Arvidssonová     | Andrea Hlaváčková / Lucie Hradecká             | Memphis                |
| Tímea Babosová         | Sara Erraniová / Roberta Vinciová              | Monterrey              |
| Sie Šu-wej             | Čang Kchaj-čen / Čuang Ťia-žung                | Kuala Lumpur           |
| Angelique Kerberová    | Kimiko Dateová / Rika Fudžiwarová              | Kodaň                  |
| Kiki Bertensová        | Petra Cetkovská / Alexandra Panovová           | Fás                    |
| Kaia Kanepiová         | Čuang Ťia-žung / Čang Šuaj                     | Estoril                |
| Francesca Schiavoneová | Olga Govorcovová / Klaudia Jansová-Ignaciková  | Štrasburk              |
| Alizé Cornetová        | Jill Craybasová / Julia Görgesová              | Bad Gastein            |
| Melanie Oudinová       | Tímea Babosová / Sie Šu-wej                    | Birmingham             |
| Naděžda Petrovová      | Sara Erraniová / Roberta Vinciová              | 's-Hertogenbosch       |
| Sara Erraniová         | Sara Erraniová / Roberta Vinciová              | Acapulco               |
| Sara Erraniová         | Sara Erraniová / Roberta Vinciová              | Barcelona              |
| Sara Erraniová         | Janette Husárová / Magdaléna Rybáriková        | Budapest               |
| Sara Erraniová         | Renata Voráčová / Barbora Záhlavová-Strýcová   | Palermo                |
| Polona Hercogová       | Catalina Castañová / Mariana Duqueová Mariñová | Båstad                 |
| Bojana Jovanovská      | Iryna Burjačoková / Valerija Solovjovová       | Baku                   |
| Magdaléna Rybáriková   | Šúko Aojamová / Čang Kchaj-čen                 | Washington, D.C.       |
| Roberta Vinciová       | Marina Erakovicová / Heather Watsonová         | Dallas                 |
| Irina-Camelia Beguová  | Paula Kaniová / Polina Pechovová               | Taškent                |
| Kirsten Flipkensová    | Tatjana Maleková / Kristina Mladenovicová      | Québec                 |
| Caroline Wozniacká     | Raquel Kopsová-Jonesová / Abigail Spearsová    | Soul                   |
| Sie Šu-wej             | Tamarine Tanasugarnová / Čang Šuaj             | Kanton                 |
| Heather Watsonová      | Raquel Kopsová-Jonesová / Abigail Spearsová    | Ósaka                  |
| Viktoria Azarenková    | Anna-Lena Grönefeldová / Květa Peschkeová      | Linec                  |
| Venus Williamsová      | Andrea Hlaváčková / Lucie Hradecká             | Lucemburk              |
| Naděžda Petrovová      | čtyřhra nehrána                                | Sofie                  |

### 2013
| WTA International 2013    | WTA International 2013                           | WTA International 2013 |
| vítězka dvouhry           | vítězky čtyřhry                                  | turnaj                 |
| ------------------------- | ------------------------------------------------ | ---------------------- |
| Agnieszka Radwańská       | Cara Blacková / Anastasia Rodionovová            | Auckland               |
| Li Na                     | Čan Chao-čching / Čan Jung-žan                   | Šen-čen                |
| Jelena Vesninová          | Garbiñe Muguruzaová / María Teresa Torro Flor    | Hobart                 |
| Maria Kirilenková         | Kimiko Date Krummová / Casey Dellacquová         | Pattaya                |
| Jelena Jankovićová        | Tímea Babosová / Mandy Minellaová                | Bogotá                 |
| Marina Erakovicová        | Kristina Mladenovicová / Galina Voskobojevová    | Memphis                |
| Sara Erraniová            | Lourdes Domínguez Lino / Arantxa Parra Santonja  | Acapulco               |
| Karolína Plíšková         | Šúko Aojamová / Čchang Kchaj-čchen               | Kuala Lumpur           |
| Monica Niculescuová       | Anabel Medina Garriguesová / Jaroslava Švedovová | Florianópolis          |
| Anastasia Pavljučenkovová | Tímea Babosová / Kimiko Date Krummová            | Monterrey              |
| Roberta Vinciová          | Lara Arruabarrenová / Lourdes Domínguez Lino     | Katovice               |
| Francesca Schiavoneová    | Tímea Babosová / Mandy Minellaová                | Marrakéš               |
| Alizé Cornetová           | Kimiko Date Krumm / Chanelle Scheepersová        | Štrasburk              |
| Anastasia Pavljučenkovová | Čan Chao-čching / Kristina Mladenovicová         | Oeiras                 |
| Simona Halepová           | Raluca Olaruová / Valeria Solovjevová            | Norimberk              |
| Simona Halepová           | Irina-Camelia Beguová / Anabel Medina Garrigues  | 's-Hertogenbosch       |
| Daniela Hantuchová        | Ashleigh Bartyová / Casey Dellacquová            | Birmingham             |
| Yvonne Meusburgerová      | Sandra Klemenschitsová / Andreja Klepačová       | Bad Gastein            |
| Roberta Vinciová          | Kristina Mladenovicová / Katarzyna Piterová      | Palermo                |
| Serena Williamsová        | Anabel Medina Garrigues / Klára Zakopalová       | Båstad                 |
| Simona Halepová           | Andrea Hlaváčková / Lucie Hradecká               | Budapešť               |
| Elina Svitolinová         | Iryna Burjačoková / Oxana Kalašnikovová          | Baku                   |
| Magdaléna Rybáriková      | Šúko Aojamová / Věra Duševinová                  | Washington, D.C.       |
| Bojana Jovanovská         | Tímea Babosová / Jaroslava Švedovová             | Taškent                |
| Lucie Šafářová            | Alla Kudrjavcevová / Anastasia Rodionovová       | Québec                 |
| Čang Šuaj                 | Sie Šu-wej / Pcheng Šuaj                         | Kanton                 |
| Agnieszka Radwańská       | Čan Ťin-wej / Sü I-fan                           | Soul                   |
| Samantha Stosurová        | Kristina Mladenovicová / Flavia Pennettaová      | Ósaka                  |
| Angelique Kerberová       | Karolína Plíšková / Kristýna Plíšková            | Linec                  |
| Caroline Wozniacká        | Stephanie Vogtová / Yanina Wickmayerová          | Lucemburk              |
| Simona Halepová           | čtyřhra nehrána                                  | Sofie                  |

### 2014
| WTA International 2014     | WTA International 2014                         | WTA International 2014 |
| vítězka dvouhry            | vítězky čtyřhry                                | turnaj                 |
| -------------------------- | ---------------------------------------------- | ---------------------- |
| Ana Ivanovićová            | Sharon Fichmanová / Maria Sanchezová           | Auckland               |
| Li Na                      | Monica Niculescuová / Klára Zakopalová         | Šen-čen                |
| Garbiñe Muguruzaová        | Monica Niculescuová / Klára Zakopalová         | Hobart                 |
| Jekatěrina Makarovová      | Pcheng Šuaj / Čang Šuaj                        | Pattaya                |
| Kurumi Naraová             | Irina-Camelia Beguová / María Irigoyenová      | Rio de Janeiro         |
| Klára Koukalová            | Anabel Medina Garrigues / Jaroslava Švedovová  | Florianópolis          |
| Dominika Cibulková         | Kristina Mladenovicová / Galina Voskobojevová  | Acapulco               |
| Alizé Cornetová            | Julia Bejgelzimerová / Olga Savčuková          | Katovice               |
| Caroline Garciaová         | Lara Arruabarrenová / Caroline Garciaová       | Bogotá                 |
| Ana Ivanovićová            | Darija Juraková Megan Moultonová-Levyová       | Monterrey              |
| Donna Vekićová             | Tímea Babosová / Čan Chao-čching               | Kuala Lumpur           |
| María Teresa Torró Flor    | Garbiñe Muguruzaová / Romina Oprandiová        | Marrakéš               |
| Carla Suárezová Navarrová  | Cara Blacková / Sania Mirzaová                 | Oeiras                 |
| Mónica Puigová             | Ashleigh Bartyová / Casey Dellacquová          | Štrasburk              |
| Eugenie Bouchardová        | Michaëlla Krajiceková / Karolína Plíšková      | Norimberk              |
| Coco Vandewegheová         | Marina Erakovicová / Arantxa Parra Santonjaová | 's-Hertogenbosch       |
| Andrea Petkovicová         | Karolína Plíšková / Kristýna Plíšková          | Bad Gastein            |
| Simona Halepová            | Elena Bogdanová / Alexandra Cadanțuová         | Bukurešť               |
| Caroline Wozniacká         | Misaki Doiová / Elina Svitolinová              | İstanbul               |
| Mona Barthelová            | Andreja Klepačová / María Teresa Torró Flor    | Bastad                 |
| Elina Svitolinová          | Alexandra Panovová / Heather Watsonová         | Baku                   |
| Světlana Kuzněcovová       | Šúko Aojamová / Gabriela Dabrowská             | Washington, D.C.       |
| Karin Knappová             | Aleksandra Krunićová / Kateřina Siniaková      | Taškent                |
| Sabine Lisická             | Karolína Plíšková / Kristýna Plíšková          | Hongkong               |
| Mirjana Lučićová Baroniová | Lucie Hradecká / Mirjana Lučićová Baroniová    | Quebec                 |
| Monica Niculescuová        | Čuang Ťia-žung / Liang Čchen                   | Kanton                 |
| Karolína Plíšková          | Lara Arruabarrenová / Irina-Camelia Beguová    | Soul                   |
| Alison Riskeová            | Alla Kudrjavcevová / Anastasia Rodionovová     | Tchien-ťin             |
| Samantha Stosurová         | Šúko Aojamová / Renata Voráčová                | Ósaka                  |
| Karolína Plíšková          | Raluca Olaruová / Anna Tatišviliová            | Linec                  |
| Annika Becková             | Timea Bacsinszká Kristina Barroisová           | Lucemburk              |
| Andrea Petkovicová         | čtyřhra nehrána                                | Sofie                  |

### 2015
| WTA International 2015     | WTA International 2015                              | WTA International 2015 |
| vítězka dvouhry            | vítězky čtyřhry                                     | turnaj                 |
| -------------------------- | --------------------------------------------------- | ---------------------- |
| Venus Williamsová          | Sara Erraniová / Roberta Vinciová                   | Auckland               |
| Simona Halepová            | Ljudmyla Kičenoková / Nadija Kičenoková             | Šen-čen                |
| Heather Watsonová          | Kiki Bertensová / Johanna Larssonová                | Hobart                 |
| Daniela Hantuchová         | Čan Chao-čching / Čan Jung-žan                      | Pattaya                |
| Sara Erraniová             | Ysaline Bonaventureová / Rebecca Petersonová        | Rio de Janeiro         |
| Timea Bacsinszká           | Lara Arruabarrenová / María Teresa Torrová Florová  | Acapulco               |
| Timea Bacsinszká           | Gabriela Dabrowská / Alicja Rosolská                | Monterrey              |
| Caroline Wozniacká         | Liang Čchen / Wang Ja-fan                           | Kuala Lumpur           |
| Anna Karolína Schmiedlová  | Ysaline Bonaventureová / Demi Schuursová            | Katovice               |
| Teliana Pereirová          | Paula Cristina Gonçalvesová / Beatriz Haddad Maiová | Bogotá                 |
| Elina Svitolinová          | Tímea Babosová / Kristina Mladenovicová             | Marrakéš               |
| Karolína Plíšková          | Belinda Bencicová / Kateřina Siniaková              | Praha                  |
| Samantha Stosurová         | Čuang Ťia-žung / Liang Čchen                        | Štrasburk              |
| Karin Knappová             | Čan Chao-čching / Anabel Medinaová Garriguesová     | Norimberk              |
| Ana Konjuhová              | Raquel Kopsová-Jonesová / Abigail Spearsová         | Nottingham             |
| Camila Giorgiová           | Asia Muhammadová / Laura Siegemundová               | 's-Hertogenbosch       |
| Anna Karolína Schmiedlová  | Oxana Kalašnikovová / Demi Schuursová               | Bukurešť               |
| Samantha Stosurová         | Danka Kovinićová / Stephanie Vogtová                | Bad Gastein            |
| Johanna Larssonová         | Johanna Larssonová / Kiki Bertensová                | Bastad                 |
| Lesja Curenková            | Darja Gavrilovová / Elina Svitolinová               | İstanbul               |
| Margarita Gasparjanová     | Margarita Gasparjanová / Alexandra Panovová         | Baku                   |
| Teliana Pereirová          | Annika Becková / Laura Siegemundová                 | Florianópolis          |
| Sloane Stephensová         | Belinda Bencicová / Kristina Mladenovicová          | Washington, D.C.       |
| Annika Becková             | Barbora Krejčíková / An-Sophie Mestachová           | Quebec                 |
| Yanina Wickmayerová        | Čan Chao-čching / Čan Jung-žan                      | Tokio                  |
| Irina-Camelia Beguová      | Lara Arruabarrenová / Andreja Klepačová             | Soul                   |
| Jelena Jankovićová         | Martina Hingisová / Sania Mirzaová                  | Kanton                 |
| Nao Hibinová               | Margarita Gasparjanová / Alexandra Panovová         | Taškent                |
| Agnieszka Radwańská        | Sü I-fan / Čeng Saj-saj                             | Tchien-ťin             |
| Jelena Jankovićová         | Alizé Cornetová / Jaroslava Švedovová               | Hongkong               |
| Anastasija Pavljučenkovová | Raquel Kopsová-Jonesová / Abigail Spearsová         | Linec                  |
| Misaki Doiová              | Mona Barthelová / Laura Siegemundová                | Lucemburk              |

### 2016
| WTA International 2016 | WTA International 2016                           | WTA International 2016 |
| vítězka dvouhry        | vítězky čtyřhry                                  | turnaj                 |
| ---------------------- | ------------------------------------------------ | ---------------------- |
| Sloane Stephensová     | Elise Mertensová / An-Sophie Mestachová          | Auckland               |
| Agnieszka Radwańská    | Vania Kingová / Monica Niculescuová              | Šen-čen                |
| Alizé Cornetová        | Chan Sin-jün / Christina McHaleová               | Hobart                 |
| Venus Williamsová      | Čan Chao-čching / Čan Jung-žan                   | Kao-siung              |
| Francesca Schiavoneová | Verónica Cepedeová Roygová / María Irigoyenová   | Rio de Janeiro         |
| Sloane Stephensová     | Anabel Medina Garrigues / Arantxa Parra Santonja | Acapulco               |
| Heather Watsonová      | Anabel Medina Garrigues / Arantxa Parra Santonja | Monterrey              |
| Elina Svitolinová      | Varatčaja Vongteančajová / Jang Čao-süan         | Kuala Lumpur           |
| Dominika Cibulková     | Eri Hozumiová / Miju Katová                      | Katovice               |
| Irina Falconiová       | Lara Arruabarrenová / Tatjana Mariová            | Bogotá                 |
| Çağla Büyükakçay       | Andreea Mituová / İpek Soyluová                  | İstanbul               |
| Lucie Šafářová         | Margarita Gasparjanová / Andrea Hlaváčková       | Praha                  |
| Timea Bacsinszká       | Xenia Knollová / Aleksandra Krunićová            | Rabat                  |
| Caroline Garciaová     | Anabel Medina Garrigues / Arantxa Parra Santonja | Štrasburk              |
| Kiki Bertensová        | Kiki Bertensová / Johanna Larssonová             | Norimberk              |
| Karolína Plíšková      | Andrea Hlaváčková / Pcheng Šuaj                  | Nottingham             |
| Coco Vandewegheová     | Oxana Kalašnikovová / Jaroslava Švedovová        | 's-Hertogenbosch       |
| Caroline Garciaová     | Gabriela Dabrowská / María José Martínez         | Mallorca               |
| Simona Halepová        | Jessica Mooreová / Varatčaja Vongteančajová      | Bukurešť               |
| Viktorija Golubicová   | Lara Arruabarrenová / Xenia Knollová             | Bad Gastein            |
| Laura Siegemundová     | Andreea Mituová / Alicja Rosolská                | Bastad                 |
| Yanina Wickmayerová    | Monica Niculescuová / Yanina Wickmayerová        | Washington, D.C.       |
| Irina-Camelia Beguová  | Ljudmyla Kičenoková / Nadija Kičenoková          | Florianópolis          |
| Tuan Jing-jing         | Liang Čchen / Lu Ťing-ťing                       | Nan-čchang             |
| Océane Dodinová        | Andrea Hlaváčková / Lucie Hradecká               | Quebec                 |
| Christina McHaleová    | Šúko Aojamová / Makoto Ninomijová                | Ósaka                  |
| Lara Arruabarrenová    | Kirsten Flipkensová / Johanna Larssonová         | Soul                   |
| Lesja Curenková        | Asia Muhammadová / Pcheng Šuaj                   | Kanton                 |
| Kristýna Plíšková      | Ioana Raluca Olaruová / İpek Soyluová            | Taškent                |
| Caroline Wozniacká     | Čan Chao-čching / Čan Jung-žan                   | Hongkong               |
| Dominika Cibulková     | Kiki Bertensová / Johanna Larssonová             | Linec                  |
| Pcheng Šuaj            | Pcheng Šuaj / Christina McHaleová                | Tchien-ťin             |
| Monica Niculescuová    | Kiki Bertensová / Johanna Larssonová             | Lucemburk              |

### 2017
| WTA International 2017 | WTA International 2017                  | WTA International 2017                               | WTA International 2017 |
| Turnaj                 | Vítězky                                 | Finalistky                                           | Výsledek               |
| ---------------------- | --------------------------------------- | ---------------------------------------------------- | ---------------------- |
| Šen-čen                | Kateřina Siniaková                      | Alison Riskeová                                      | 6–3, 6–4               |
| Šen-čen                | Andrea Hlaváčková Pcheng Šuaj           | Ioana Raluca Olaruová Olga Savčuková                 | 6–1, 7–5               |
| Auckland               | Lauren Davisová                         | Ana Konjuhová                                        | 6–3, 6–1               |
| Auckland               | Kiki Bertensová Johanna Larssonová      | Demi Schuursová Renata Voráčová                      | 6–2, 6–2               |
| Hobart                 | Elise Mertensová                        | Monica Niculescuová                                  | 6–3, 6–1               |
| Hobart                 | Ioana Raluca Olaruová Olga Savčuková    | Gabriela Dabrowská Jang Čao-süan                     | 0–6, 6–4, [10–5]       |
| Tchaj-pej              | Elina Svitolinová                       | Pcheng Šuaj                                          | 6–3, 6–2               |
| Tchaj-pej              | Čan Chao-čching Čan Jung-žan            | Lucie Hradecká Kateřina Siniaková                    | 6–4, 6–2               |
| Budapešť               | Tímea Babosová                          | Lucie Šafářová                                       | 6–7(4–7), 6–4, 6–3     |
| Budapešť               | Sie Šu-wej Oxana Kalašnikovová          | Arina Rodionovová Galina Voskobojevová               | 6–3, 4–6, [10–4]       |
| Acapulco               | Lesja Curenková                         | Kristina Mladenovicová                               | 6–1, 7–5               |
| Acapulco               | Darija Juraková Anastasia Rodionovová   | Verónica Cepedeová Roygová Mariana Duqueová Mariñová | 6–3, 6–2               |
| Kuala Lumpur           | Ashleigh Bartyová                       | Nao Hibinová                                         | 6–3, 6–2               |
| Kuala Lumpur           | Ashleigh Bartyová Casey Dellacquová     | Nicole Melicharová Makoto Ninomijová                 | 7–6(7–5), 6–3          |
| Monterrey              | Anastasija Pavljučenkovová              | Angelique Kerberová                                  | 6–4, 2–6, 6–1          |
| Monterrey              | Nao Hibinová Alicja Rosolská            | Dalila Jakupovićová Nadija Kičenoková                | 6–2, 7–6(7–4)          |
| Biel                   | Markéta Vondroušová                     | Anett Kontaveitová                                   | 6–4, 7–6(8–6)          |
| Biel                   | Sie Šu-wej Monica Niculescuová          | Timea Bacsinszká Martina Hingisová                   | 5–7, 6–3, [10–7]       |
| Bogotá                 | Francesca Schiavoneová                  | Lara Arruabarrenová                                  | 6–4, 7–5               |
| Bogotá                 | Beatriz Haddad Maiová Nadia Podoroská   | Verónica Cepedeová Roygová Magda Linetteová          | 6–3, 7–6(7–4)          |
| İstanbul               | Elina Svitolinová                       | Elise Mertensová                                     | 6–2, 6–4               |
| İstanbul               | Dalila Jakupovićová Nadija Kičenoková   | Nicole Melicharová Elise Mertensová                  | 7–6(8–6), 6–2          |
| Rabat                  | Anastasija Pavljučenkovová              | Francesca Schiavoneová                               | 7–5, 7–5               |
| Rabat                  | Tímea Babosová Andrea Hlaváčková        | Nina Stojanovićová Maryna Zanevská                   | 2–6, 6–3, [10–5]       |
| Praha                  | Mona Barthelová                         | Kristýna Plíšková                                    | 2–6, 7–5, 6–2          |
| Praha                  | Anna-Lena Grönefeldová Květa Peschkeová | Lucie Hradecká Kateřina Siniaková                    | 6–4, 7–6(7–3)          |
| Štrasburk              | Samantha Stosurová                      | Darja Gavrilovová                                    | 5–7, 6–4, 6–3          |
| Štrasburk              | Ashleigh Bartyová Casey Dellacquová     | Čan Chao-čching Čan Jung-žan                         | 6–4, 6–2               |
| Norimberk              | Kiki Bertensová                         | Barbora Krejčíková                                   | 6–2, 6–1               |
| Norimberk              | Nicole Melicharová Anna Smithová        | Kirsten Flipkensová Johanna Larssonová               | 3–6, 6–3, [11–9]       |
| Nottingham             | Donna Vekićová                          | Johanna Kontaová                                     | 2–6, 7–6(7–3), 7–5     |
| Nottingham             | Monique Adamczaková Storm Sandersová    | Jocelyn Raeová Laura Robsonová                       | 6–4, 4–6, [10–4]       |
| 's-Hertogenbosch       | Anett Kontaveitová                      | Natalja Vichljancevová                               | 6–2, 6–3               |
| 's-Hertogenbosch       | Dominika Cibulková Kirsten Flipkensová  | Kiki Bertensová Demi Schuursová                      | 4–6, 6–4, [10–6]       |
| Mallorca               | Anastasija Sevastovová                  | Julia Görgesová                                      | 6–4, 3–6, 6–3          |
| Mallorca               | Čan Jung-žan Martina Hingisová          | Jelena Jankovićová Anastasija Sevastovová            | bez boje               |
| Gstaad                 | Kiki Bertensová                         | Anett Kontaveitová                                   | 6–4, 3–6, 6–1          |
| Gstaad                 | Kiki Bertensová Johanna Larssonová      | Viktorija Golubicová Nina Stojanovićová              | 7–6(7–4), 4–6, [10–7]  |
| Bastad                 | Kateřina Siniaková                      | Caroline Wozniacká                                   | 6–3, 6–4               |
| Bastad                 | Quirine Lemoineová Arantxa Rusová       | María Irigoyenová Barbora Krejčíková                 | 3–6, 6–3, [10–8]       |
| Nan-čchang             | Pcheng Šuaj                             | Nao Hibinová                                         | 6–3, 6–2               |
| Nan-čchang             | Ťiang Sin-jü Tchang Čchien-chuej        | Alla Kudrjavcevová Arina Rodionovová                 | 6–3, 6–2               |
| Washington, D.C.       | Jekatěrina Makarovová                   | Julia Görgesová                                      | 3–6, 7–6(7–2), 6–0     |
| Washington, D.C.       | Šúko Aojamová Renata Voráčová           | Eugenie Bouchardová Sloane Stephensová               | 6–3, 6–2               |
| Québec                 | Alison Van Uytvancková                  | Tímea Babosová                                       | 5–7, 6–4, 6–1          |
| Québec                 | Tímea Babosová Andrea Hlaváčková        | Bianca Andreescuová Carson Branstineová              | 6–3, 6–1               |
| Tokio                  | Zarina Dijasová                         | Miju Katová                                          | 6–2, 7–5               |
| Tokio                  | Šúko Aojamová Jang Čao-süan             | Monique Adamczaková Storm Sandersová                 | 6–0, 2–6, [10–5]       |
| Soul                   | Jeļena Ostapenková                      | Beatriz Haddad Maiová                                | 6–7(5–7), 6–1, 6–4     |
| Soul                   | Kiki Bertensová Johanna Larssonová      | Luksika Kumkhumová Peangtarn Plipuečová              | 6–4, 6–1               |
| Kanton                 | Čang Šuaj                               | Aleksandra Krunićová                                 | 6–2, 3–6, 6–2          |
| Kanton                 | Elise Mertensová Demi Schuursová        | Monique Adamczaková Storm Sandersová                 | 6–2, 6–3               |
| Taškent                | Kateryna Bondarenková                   | Tímea Babosová                                       | 6–4, 6–4               |
| Taškent                | Tímea Babosová Andrea Hlaváčková        | Nao Hibinová Oxana Kalašnikovová                     | 7–5, 6–4               |
| Tchien-ťin             | Maria Šarapovová                        | Aryna Sabalenková                                    | 7–5, 7–6(10–8)         |
| Tchien-ťin             | Irina-Camelia Beguová Sara Erraniová    | Dalila Jakupovićová Nina Stojanovićová               | 6–4, 6–3               |
| Hongkong               | Anastasija Pavljučenkovová              | Darja Gavrilovová                                    | 5–7, 6–3, 7–6(7–3)     |
| Hongkong               | Čan Chao-čching Čan Jung-žan            | Lu Ťia-ťing Wang Čchiang                             | 6–1, 6–1               |
| Linec                  | Barbora Strýcová                        | Magdaléna Rybáriková                                 | 6–4, 6–1               |
| Linec                  | Kiki Bertensová Johanna Larssonová ´    | Natela Dzalamidzeová Xenia Knollová                  | 3–6, 6–3, [10–4]       |
| Lucemburk              | Carina Witthöftová                      | Mónica Puigová                                       | 6–3, 7–5               |
| Lucemburk              | Lesley Kerkhoveová Lidzija Marozavová   | Eugenie Bouchardová Kirsten Flipkensová              | 6–7(4–7), 6–4, [10–6]  |

### 2018
| WTA International 2018 | WTA International 2018                           | WTA International 2018                      | WTA International 2018       |
| Turnaj                 | Vítězky                                          | Finalistky                                  | Výsledek                     |
| ---------------------- | ------------------------------------------------ | ------------------------------------------- | ---------------------------- |
| Šen-čen                | Simona Halepová                                  | Kateřina Siniaková                          | 6–1, 2–6, 6–0                |
| Šen-čen                | Irina-Camelia Beguová Simona Halepová            | Barbora Krejčíková Kateřina Siniaková       | 1–6, 6–1, [10–8]             |
| Auckland               | Julia Görgesová                                  | Caroline Wozniacká                          | 6–4, 7–6(7–4)                |
| Auckland               | Sara Erraniová Bibiane Schoofsová                | Eri Hozumiová Miju Katová                   | 7–5, 6–1                     |
| Hobart                 | Elise Mertensová                                 | Mihaela Buzărnescuová                       | 6–1, 4–6, 6–3                |
| Hobart                 | Elise Mertensová Demi Schuursová                 | Ljudmyla Kičenoková Makoto Ninomijová       | 6–2, 6–2                     |
| Tchaj-pej              | Tímea Babosová                                   | Kateryna Kozlovová                          | 7–5, 6–1                     |
| Tchaj-pej              | Tuan Jing-jing Wang Ja-fan                       | Nao Hibinová Oxana Kalašnikovová            | 7–6(7–4), 7–6(7–5)           |
| Budapešť               | Alison Van Uytvancková                           | Dominika Cibulková                          | 6–3, 3–6, 7–5                |
| Budapešť               | Georgina García Pérezová Fanny Stollárová        | Kirsten Flipkensová Johanna Larssonová      | 4–6, 6–4, [10–3]             |
| Acapulco               | Lesja Curenková                                  | Stefanie Vögeleová                          | 5–7, 7–6(7–2), 6–2           |
| Acapulco               | Tatjana Mariová Heather Watsonová                | Kaitlyn Christianová Sabrina Santamariová   | 7–5, 2–6, [10–2]             |
| Monterrey              | Garbiñe Muguruzaová                              | Tímea Babosová                              | 3–6, 6–4, 6–3                |
| Monterrey              | Naomi Broadyová Sara Sorribesová Tormová         | Desirae Krawczyková Giuliana Olmosová       | 3–6, 6–4, [10–8]             |
| Lugano                 | Elise Mertensová                                 | Aryna Sabalenková                           | 7–5, 6–2                     |
| Lugano                 | Elise Mertensová Kirsten Flipkensová             | Věra Lapková Aryna Sabalenková              | 6–1, 6–3                     |
| Bogotá                 | Anna Karolína Schmiedlová                        | Lara Arruabarrenová                         | 6–2, 6–4                     |
| Bogotá                 | Dalila Jakupovićová Irina Chromačovová           | Mariana Duqueová Mariñová Nadia Podoroská   | 6–3, 6–4                     |
| İstanbul               | Pauline Parmentierová                            | Polona Hercogová                            | 6–4, 3–6, 6–3                |
| İstanbul               | Liang Čchen Čang Šuaj                            | Xenia Knollová Anna Smithová                | 6–4, 6–4                     |
| Rabat                  | Elise Mertensová                                 | Ajla Tomljanovićová                         | 6–2, 7–6(7–4)                |
| Rabat                  | Anna Blinkovová Ioana Raluca Olaruová            | Georgina García Pérezová Fanny Stollárová   | 6–4, 6–4                     |
| Praha                  | Petra Kvitová                                    | Mihaela Buzărnescuová                       | 4–6, 6–2, 6–3                |
| Praha                  | Nicole Melicharová Květa Peschkeová              | Mihaela Buzărnescuová Lidzija Marozavová    | 6–4, 6–2                     |
| Štrasburk              | Anastasija Pavljučenkovová                       | Dominika Cibulková                          | 6–7(5–7), 7–6(7–3), 7–6(8–6) |
| Štrasburk              | Mihaela Buzărnescuová Ioana Raluca Olaruová      | Nadija Kičenoková Anastasia Rodionovová     | 7–5, 7–5                     |
| Norimberk              | Johanna Larssonová                               | Alison Riskeová                             | 7–6(7–4), 6–4                |
| Norimberk              | Demi Schuursová Katarina Srebotniková            | Kirsten Flipkensová Johanna Larssonová      | 3–6, 6–3, [10–7]             |
| Nottingham             | Ashleigh Bartyová                                | Johanna Kontaová                            | 6–3, 3–6, 6–4                |
| Nottingham             | Alicja Rosolská Abigail Spearsová                | Mihaela Buzărnescuová Heather Watsonová     | 6–3, 7–6(7–5)                |
| 's-Hertogenbosch       | Aleksandra Krunićová                             | Kirsten Flipkensová                         | 6–7(0–7), 7–5, 6–1           |
| 's-Hertogenbosch       | Elise Mertensová Demi Schuursová                 | Kiki Bertensová Kirsten Flipkensová         | 3–3skreč                     |
| Mallorca               | Tatjana Mariová                                  | Anastasija Sevastovová                      | 6–4, 7–5                     |
| Mallorca               | Andreja Klepačová María José Martínez Sánchezová | Lucie Šafářová Barbora Štefková             | 6–1, 3–6, [10–3]             |
| Bukurešť               | Anastasija Sevastovová                           | Petra Martićová                             | 7–6(7–4), 6–2                |
| Bukurešť               | Irina-Camelia Beguová Andreea Mituová            | Danka Kovinićová Maryna Zanevská            | 6–3, 6–4                     |
| Gstaad                 | Alizé Cornetová                                  | Mandy Minellaová                            | 6–4, 7–6(8–6)                |
| Gstaad                 | Alexa Guarachiová Desirae Krawczyková            | Lara Arruabarrenová Timea Bacsinszká        | 4–6, 6–4, [10–6]             |
| Moskva                 | Olga Danilovićová                                | Anastasija Potapovová                       | 7–5, 6–7(1–7), 6–4           |
| Moskva                 | Anastasija Potapovová Věra Zvonarevová           | Alexandra Panovová Galina Voskobojevová     | 6–0, 6–3                     |
| Nan-čchang             | Wang Čchiang                                     | Čeng Saj-saj                                | 7–5, 4–0skreč                |
| Nan-čchang             | Ťiang Sin-jü Tchang Čchien-chuej                 | Lu Ťing-ťing Jou Siao-ti                    | 6–3, 6–2                     |
| Washington, D.C.       | Světlana Kuzněcovová                             | Donna Vekićová                              | 4–6, 7–6(9–7), 6–2           |
| Washington, D.C.       | Chan Sin-jün Darija Juraková                     | Alexa Guarachiová Erin Routliffeová         | 6–3, 6–2                     |
| Québec                 | Pauline Parmentierová                            | Jessica Pegulaová                           | 7–5, 6–2                     |
| Québec                 | Asia Muhammadová Maria Sanchezová                | Darija Juraková Xenia Knollová              | 6–4, 6–3                     |
| Hirošima               | Sie Šu-wej                                       | Amanda Anisimovová                          | 6–2, 6–2                     |
| Hirošima               | Eri Hozumiová Čang Šuaj                          | Miju Katová Makoto Ninomijová               | 6–2, 6–4                     |
| Soul                   | Kiki Bertensová                                  | Ajla Tomljanovićová                         | 7–6(7–2), 4–6, 6–2           |
| Soul                   | Choi Ji-hee Han Na-lae                           | Sie Šu-jing Sie Šu-wej                      | 6–3, 6–2                     |
| Kanton                 | Wang Čchiang                                     | Julia Putincevová                           | 6–1, 6–2                     |
| Kanton                 | Monique Adamczaková Jessica Mooreová             | Danka Kovinićová Věra Lapková               | 4–6, 7–5, [10–4]             |
| Taškent                | Margarita Gasparjanová                           | Anastasija Potapovová                       | 6–2, 6–1                     |
| Taškent                | Olga Danilovićová Tamara Zidanšeková             | Irina-Camelia Beguová Ioana Raluca Olaruová | 7–5, 6–3                     |
| Tchien-ťin             | Caroline Garciaová                               | Karolína Plíšková                           | 7–6(9–7), 6–3                |
| Tchien-ťin             | Nicole Melicharová Květa Peschkeová              | Monique Adamczaková Jessica Mooreová        | 6–4, 6–2                     |
| Hongkong               | Dajana Jastremská                                | Wang Čchiang                                | 6–2, 6–1                     |
| Hongkong               | Samantha Stosurová Čang Šuaj                     | Šúko Aojamová Lidzija Marozavová            | 6–4, 6–4                     |
| Linec                  | Camila Giorgiová                                 | Jekatěrina Alexandrovová                    | 6–3, 6–1                     |
| Linec                  | Kirsten Flipkensová Johanna Larssonová           | Raquel Atawová Anna-Lena Grönefeldová       | 4–6, 6–4, [10–5]             |
| Lucemburk              | Julia Görgesová                                  | Belinda Bencicová                           | 6–4, 7–5                     |
| Lucemburk              | Greet Minnenová Alison Van Uytvancková           | Věra Lapková Mandy Minellaová               | 7–6(7–3), 6–2                |

### 2019
| WTA International 2019 | WTA International 2019                               | WTA International 2019                                  | WTA International 2019           |
| Turnaj                 | Vítězky                                              | Finalistky                                              | Výsledek                         |
| ---------------------- | ---------------------------------------------------- | ------------------------------------------------------- | -------------------------------- |
| Šen-čen                | Aryna Sabalenková                                    | Alison Riskeová                                         | 4–6, 7–6(7–2), 6–3               |
| Šen-čen                | Pcheng Šuaj Jang Čao-süan                            | Tuan Jing-jing Renata Voráčová                          | 6–4, 6–3                         |
| Auckland               | Julia Görgesová                                      | Bianca Andreescuová                                     | 2–6, 7–5, 6–1                    |
| Auckland               | Eugenie Bouchardová Sofia Keninová                   | Paige Mary Houriganová Taylor Townsendová               | 1–6, 6–1, [10–7]                 |
| Hobart                 | Sofia Keninová                                       | Anna Karolína Schmiedlová                               | 6–3, 6–0                         |
| Hobart                 | Čan Chao-čching Latisha Chan                         | Kirsten Flipkensová Johanna Larssonová                  | 6–3, 3–6, [10–6]                 |
| Hua Hin                | Dajana Jastremská                                    | Ajla Tomljanovićová                                     | 6–2, 2–6, 7–6(7–3)               |
| Hua Hin                | Irina-Camelia Beguová Monica Niculescuová            | Anna Blinkovová Wang Ja-fan                             | 2–6, 6–1, [12–10]                |
| Budapešť               | Alison Van Uytvancková                               | Markéta Vondroušová                                     | 1–6, 7–5, 6–2                    |
| Budapešť               | Jekatěrina Alexandrovová Věra Zvonarevová            | Fanny Stollárová Heather Watsonová                      | 6–4, 4–6, [10–7]                 |
| Acapulco               | Wang Ja-fan                                          | Sofia Keninová                                          | 2–6, 6–3, 7–5                    |
| Acapulco               | Viktoria Azarenková Čeng Saj-saj                     | Desirae Krawczyková Giuliana Olmosová                   | 6–1, 6–2                         |
| Monterrey              | Garbiñe Muguruzaová                                  | Viktoria Azarenková                                     | 6–1, 3–1skreč                    |
| Monterrey              | Asia Muhammadová Maria Sanchezová                    | Monique Adamczaková Jessica Mooreová                    | 7–6(7–2), 6–4                    |
| Lugano                 | Polona Hercogová                                     | Iga Świąteková                                          | 6–3, 3–6, 6–3                    |
| Lugano                 | Sorana Cîrsteaová Andreea Mituová                    | Veronika Kuděrmetovová Galina Voskobojevová             | 1–6, 6–2, [10–8]                 |
| Bogotá                 | Amanda Anisimovová                                   | Astra Sharmaová                                         | 4–6, 6–4, 6–1                    |
| Bogotá                 | Zoe Hivesová Astra Sharmaová                         | Hayley Carterová Ena Shibaharová                        | 6–1, 6–2                         |
| Istanbul               | Petra Martićová                                      | Markéta Vondroušová                                     | 1–6, 6–4, 6–1                    |
| Istanbul               | Tímea Babosová Kristina Mladenovicová                | Alexa Guarachiová Sabrina Santamariová                  | 6–1, 6–0                         |
| Rabat                  | Maria Sakkariová                                     | Johanna Kontaová                                        | 2–6, 6–4, 6–1                    |
| Rabat                  | María José Martínez Sánchezová Sara Sorribes Tormová | Georgina García Pérezová Oxana Kalašnikovová            | 7–5, 6–1                         |
| Praha                  | Jil Teichmannová                                     | Karolína Muchová                                        | 7–6(7–5), 3–6, 6–4               |
| Praha                  | Anna Kalinská Viktória Kužmová                       | Nicole Melicharová Květa Peschkeová                     | 4–6, 7–5, [10–7]                 |
| Štrasburk              | Dajana Jastremská                                    | Caroline Garciaová                                      | 6–4, 5–7, 7–6(7–3)               |
| Štrasburk              | Darja Gavrilovová Ellen Perezová                     | Tuan Jing-jing Chan Sin-jün                             | 6–4, 6–3                         |
| Norimberk              | Julia Putincevová                                    | Tamara Zidanšeková                                      | 4–6, 6–4, 6–2                    |
| Norimberk              | Gabriela Dabrowská Sü I-fan                          | Sharon Fichmanová Nicole Melicharová                    | 4–6, 7–6(7–5), [10–5]            |
| Nottingham             | Caroline Garciaová                                   | Donna Vekićová                                          | 2–6, 7–6(7–4), 7–6(7–4)          |
| Nottingham             | Desirae Krawczyková Giuliana Olmosová                | Ellen Perezová Arina Rodionovová                        | 7–6(7–5), 7–5                    |
| 's-Hertogenbosch       | Alison Riskeová                                      | Kiki Bertensová                                         | 0–6, 7–6(7–3), 7–5               |
| 's-Hertogenbosch       | Šúko Aojamová Aleksandra Krunićová                   | Lesley Kerkhoveová Bibiane Schoofsová                   | 7–5, 6–3                         |
| Mallorca               | Sofia Keninová                                       | Belinda Bencicová                                       | 6–7(2–7), 7–6(7–5), 6–4          |
| Mallorca               | Kirsten Flipkensová Johanna Larssonová               | María José Martínez Sánchezová Sara Sorribesová Tormová | 6–2, 6–4                         |
| Bukurešť               | Jelena Rybakinová                                    | Patricia Maria Țigová                                   | 6–2, 6–0                         |
| Bukurešť               | Viktória Kužmová Kristýna Plíšková                   | Jaqueline Cristianová Elena-Gabriela Ruseová            | 6–4, 7–6(7–3)                    |
| Lausanne               | Fiona Ferrová                                        | Alizé Cornetová                                         | 6–1, 2–6, 6–1                    |
| Lausanne               | Anastasija Potapovová Jana Sizikovová                | Monique Adamczaková Chan Sin-jün                        | 6–2, 6–4                         |
| Jūrmala                | Anastasija Sevastovová                               | Katarzyna Kawaová                                       | 3–6, 7–5, 6–4                    |
| Jūrmala                | Sharon Fichmanová Nina Stojanovićová                 | Jeļena Ostapenková Galina Voskobojevová                 | 2–6, 7–6(7–1), [10–6]            |
| Palermo                | Jil Teichmannová                                     | Kiki Bertensová                                         | 7–6(7–3), 6–2                    |
| Palermo                | Cornelia Listerová Renata Voráčová                   | Jekatěrine Gorgodzeová Arantxa Rusová                   | 7–6(7–2), 6–2                    |
| Washington, D.C.       | Jessica Pegulaová                                    | Camila Giorgiová                                        | 6–2, 6–2                         |
| Washington, D.C.       | Coco Gauffová Caty McNallyová                        | Maria Sanchezová Fanny Stollárová                       | 6–2, 6–2                         |
| Bronx, New York        | Magda Linetteová                                     | Camila Giorgiová                                        | 5–7, 7–5, 6–4                    |
| Bronx, New York        | Darija Juraková María José Martínez Sánchezová       | Margarita Gasparjanová Monica Niculescuová              | 7–5, 2–6, [10–7]                 |
| Hirošima               | Nao Hibinová                                         | Misaki Doiová                                           | 6–3, 6–2                         |
| Hirošima               | Misaki Doiová Nao Hibinová                           | Christina McHaleová Valeria Savinychová                 | 3–6, 6–4, [10–4]                 |
| Nan-čchang             | Rebecca Petersonová                                  | Jelena Rybakinová                                       | 6–2, 6–0                         |
| Nan-čchang             | Wang Sin-jü Ču Lin                                   | Pcheng Šuaj Čang Šuaj                                   | 6–2, 7–6(7–5)                    |
| Soul                   | Karolína Muchová                                     | Magda Linetteová                                        | 6–1, 6–1                         |
| Soul                   | Lara Arruabarrenová Tatjana Mariová                  | Hayley Carterová Luisa Stefaniová                       | 7–6(9–7), 3–6, [10–7]            |
| Kanton                 | Sofia Keninová                                       | Samantha Stosurová                                      | 6–7(4–7), 6–4, 6–2               |
| Kanton                 | Pcheng Šuaj Laura Siegemundová                       | Alexa Guarachiová Giuliana Olmosová                     | 6–2, 6–1                         |
| Taškent                | Alison Van Uytvancková                               | Sorana Cîrsteaová                                       | 6–2, 4–6, 6–4                    |
| Taškent                | Hayley Carterová Luisa Stefaniová                    | Dalila Jakupovićová Sabrina Santamariová                | 6–3, 7–6(7–4)                    |
| Tchien-ťin             | Rebecca Petersonová                                  | Heather Watsonová                                       | 6–4, 6–4                         |
| Tchien-ťin             | Šúko Aojamová Ena Šibaharaová                        | Nao Hibinová Miju Katová                                | 6–3, 7–5                         |
| Hongkong               | zrušeno pro hongkongské protesty                     | zrušeno pro hongkongské protesty                        | zrušeno pro hongkongské protesty |
| Linec                  | Coco Gauffová                                        | Jeļena Ostapenková                                      | 6–3, 1–6, 6–2                    |
| Linec                  | Barbora Krejčíková Kateřina Siniaková                | Barbara Haasová Xenia Knollová                          | 6–4, 6–3                         |
| Lucemburk              | Jeļena Ostapenková                                   | Julia Görgesová                                         | 6–4, 6–1                         |
| Lucemburk              | Coco Gauffová Caty McNallyová                        | Kaitlyn Christianová Alexa Guarachiová                  | 6–2, 6–2                         |

### 2020
| WTA International 2020 | WTA International 2020                  | WTA International 2020                          | WTA International 2020         |
| Turnaj                 | Vítězky                                 | Finalistky                                      | Výsledek                       |
| ---------------------- | --------------------------------------- | ----------------------------------------------- | ------------------------------ |
| Šen-čen                | Jekatěrina Alexandrovová                | Jelena Rybakinová                               | 6–2, 6–4                       |
| Šen-čen                | Barbora Krejčíková Kateřina Siniaková   | Tuan Jing-jing Čeng Saj-saj                     | 6–2, 3–6, [10–4]               |
| Auckland               | Serena Williamsová                      | Jessica Pegulaová                               | 6–3, 6–4                       |
| Auckland               | Asia Muhammadová Taylor Townsendová     | Serena Williamsová Caroline Wozniacká           | 6–4, 6–4                       |
| Hobart                 | Jelena Rybakinová                       | Čang Šuaj                                       | 7–6(9–7), 6–3                  |
| Hobart                 | Nadija Kičenoková Sania Mirzaová        | Pcheng Šuaj Čang Šuaj                           | 6–4, 6–4                       |
| Hua Hin                | Magda Linetteová                        | Leonie Küngová                                  | 6–3, 6–2                       |
| Hua Hin                | Arina Rodionovová Storm Sandersová      | Barbara Haasová Ellen Perezová                  | 6–3, 6–3                       |
| Lyon                   | Sofia Keninová                          | Anna-Lena Friedsamová                           | 6–2, 4–6, 6–4                  |
| Lyon                   | Laura Ioana Paarová Julia Wachaczyková  | Lesley Pattinama Kerkhoveová Bibiane Schoofsová | 7–5, 6–4                       |
| Acapulco               | Heather Watsonová                       | Leylah Fernandezová                             | 6–4, 6–7(8–10), 6–1            |
| Acapulco               | Desirae Krawczyková Giuliana Olmosová   | Kateryna Bondarenková Sharon Fichmanová         | 6–3, 7–6(7–5)                  |
| Monterrey              | Elina Svitolinová                       | Marie Bouzková                                  | 7–5, 4–6, 6–4                  |
| Monterrey              | Kateryna Bondarenková Sharon Fichmanová | Miju Katová Wang Ja-fan                         | 4–6, 6–3, [10–7]               |
| Bogotá                 | zrušeno pro pandemii covidu-19          | zrušeno pro pandemii covidu-19                  | zrušeno pro pandemii covidu-19 |
| Rabat                  | zrušeno pro pandemii covidu-19          | zrušeno pro pandemii covidu-19                  | zrušeno pro pandemii covidu-19 |
| Nottingham             | zrušeno pro pandemii covidu-19          | zrušeno pro pandemii covidu-19                  | zrušeno pro pandemii covidu-19 |
| Birmingham             | zrušeno pro pandemii covidu-19          | zrušeno pro pandemii covidu-19                  | zrušeno pro pandemii covidu-19 |
| 's-Hertogenbosch       | zrušeno pro pandemii covidu-19          | zrušeno pro pandemii covidu-19                  | zrušeno pro pandemii covidu-19 |
| Eastbourne             | zrušeno pro pandemii covidu-19          | zrušeno pro pandemii covidu-19                  | zrušeno pro pandemii covidu-19 |
| Bad Homburg            | zrušeno pro pandemii covidu-19          | zrušeno pro pandemii covidu-19                  | zrušeno pro pandemii covidu-19 |
| Bukurešť               | zrušeno pro pandemii covidu-19          | zrušeno pro pandemii covidu-19                  | zrušeno pro pandemii covidu-19 |
| Lausanne               | zrušeno pro pandemii covidu-19          | zrušeno pro pandemii covidu-19                  | zrušeno pro pandemii covidu-19 |
| Jūrmala                | zrušeno pro pandemii covidu-19          | zrušeno pro pandemii covidu-19                  | zrušeno pro pandemii covidu-19 |
| Washington, D.C.       | zrušeno pro pandemii covidu-19          | zrušeno pro pandemii covidu-19                  | zrušeno pro pandemii covidu-19 |
| Albany                 | zrušeno pro pandemii covidu-19          | zrušeno pro pandemii covidu-19                  | zrušeno pro pandemii covidu-19 |
| Palermo                | Fiona Ferrová                           | Anett Kontaveitová                              | 6–2, 7–5                       |
| Palermo                | Arantxa Rusová Tamara Zidanšeková       | Elisabetta Cocciarettová Martina Trevisanová    | 7–5, 7–5                       |
| Praha                  | Simona Halepová                         | Elise Mertensová                                | 6–2, 7–5                       |
| Praha                  | Lucie Hradecká Kristýna Plíšková        | Monica Niculescuová Ioana Raluca Olaruová       | 6–2, 6–2                       |
| Lexington              | Jennifer Bradyová                       | Jil Teichmannová                                | 6–3, 6–4                       |
| Lexington              | Hayley Carterová Luisa Stefaniová       | Marie Bouzková Jil Teichmannová                 | 6–1, 7–5                       |
| Istanbul               | Patricia Maria Țigová                   | Eugenie Bouchardová                             | 2–6, 6–1, 7–6(7–4)             |
| Istanbul               | Alexa Guarachiová Desirae Krawczyková   | Ellen Perezová Storm Sandersová                 | 6–1, 6–3                       |
| Štrasburk              | Elina Svitolinová                       | Jelena Rybakinová                               | 6–4, 1–6, 6–2                  |
| Štrasburk              | Nicole Melicharová Demi Schuursová      | Hayley Carterová Luisa Stefaniová               | 6–4, 6–3                       |
| Hirošima               | zrušeno pro pandemii covidu-19          | zrušeno pro pandemii covidu-19                  | zrušeno pro pandemii covidu-19 |
| Nan-čchang             | zrušeno pro pandemii covidu-19          | zrušeno pro pandemii covidu-19                  | zrušeno pro pandemii covidu-19 |
| Soul                   | zrušeno pro pandemii covidu-19          | zrušeno pro pandemii covidu-19                  | zrušeno pro pandemii covidu-19 |
| Kanton                 | zrušeno pro pandemii covidu-19          | zrušeno pro pandemii covidu-19                  | zrušeno pro pandemii covidu-19 |
| Tchien-ťin             | zrušeno pro pandemii covidu-19          | zrušeno pro pandemii covidu-19                  | zrušeno pro pandemii covidu-19 |
| Hongkong               | zrušeno pro pandemii covidu-19          | zrušeno pro pandemii covidu-19                  | zrušeno pro pandemii covidu-19 |
| Linec                  | Aryna Sabalenková                       | Elise Mertensová                                | 7–5, 6–2                       |
| Linec                  | Arantxa Rusová Tamara Zidanšeková       | Lucie Hradecká Kateřina Siniaková               | 6–3, 6–4                       |
| Lucemburk              | zrušeno pro pandemii covidu-19          | zrušeno pro pandemii covidu-19                  | zrušeno pro pandemii covidu-19 |